# Hilara andermattensis
Hilara andermattensis är en tvåvingeart som beskrevs av Gabriel Strobl 1892. Hilara andermattensis ingår i släktet Hilara och familjen dansflugor. Inga underarter finns listade i Catalogue of Life.